# Chenopodium album
Chenopodium album, comumente conhecida como ansarina-branca, é uma espécie de planta com flor pertencente à família das Quenopodiáceas e ao tipo fisionômico dos terófitos.

## Nomes comuns
Conhecida pelos seguintes nomes comuns: catassol, quenopódio-branco, sincho, erva-couvinha e no arquipélago da Madeira é chamada de fedegoso (não confundir com a espécie Bituminaria bituminosa, que partilha o mesmo nome).

## Descrição
Trata-se de uma planta anual, cujo caule, de cor alva, ascende a uma altura na ordem dos 30 a 60 cm.
Assim que toca ao caule, caracteriza-se por se erecta, e por apresentar uma coloração principalmente pautada pelo verde e branco, onde se destacam certos matizes avermelhados ou purpúreos.
Quanto às folhas, são pecioladas e com dimensões na ordem dos 1,5 a 6 centímetros por 1 a 1,5 centímetros. Têm formatos variáveis, sendo que, as folhas centrais e basais, podem exibir configurações que alternam entre o rômbico, o ovado ou ovado-lanceolado, com as bordas dentadas, sem recortes ou, então, inteiras. As folhas superiores, por seu turno, exibem formatos lanceolados, de borda inteira, amiúde acuminadas.
Relativamente às inflorescências, são em panícula, seja ela ramificada ou cimosa, ou em espiga. Conta com 5 segmentos do perianto, os quais, por vezes se afiguram um tanto frouxos na parte de trás.
As sementes desta planta têm 1,2 a 1,4 milímetros de diâmetro, exibem uma margem sensivelmente obtusa e uma testa razoavelmente lisa.

## Portugal
Trata-se de uma espécie presente no território português, nomeadamente em Portugal Continental e no arquipélago da Madeira. Mais concretamente, do que toca à distribuição em Portugal Continental, encontra-se em presente em todo o território, ausentando-se apenas das três zonas do Algarve (Barrocal algarvio, Barlavento e Sotavento).
Em termos de naturalidade é natural das regiões atrás indicadas.

## Ecologia
Medra em courelas agricultadas e nas orlas de caminhos.

## Proteção
Não se encontra protegida por legislação portuguesa ou da Comunidade Europeia.

## Farmacologia
Historicamente, chegou a ser usado na preparação de mesinhas com propriedades laxantes, diuréticas, parasiticidas e ligeiramente sedantes.

### Toxicidade
Contém saponinas. Por causa da presença de ácido oxálico na sua composição, o seu consumo pode resultar no bloqueio da absorção de nutrientes no organismo.
O seu consumo pode produzir efeitos perniciosos na saúde humana, exacerbando quadros clínicos de reumatismo, artrite, gota e cálculos renais.

## Taxonomia
A autoridade científica da espécie é L., tendo sido publicada em Species Plantarum 1: 219. 1753.

### Etimologia
No que toca ao nome genérico, 'Chenopodium', este provém do termo grego antigo chenopodion, que consubstancia uma aglutinação dos étimos chen (χήν), que significa «ganso», e pous (πούς) ou podion (ποδίον), que significam «pé» e «pezinho», respectivamente. Tal designação vem por alusão ao formato das folhas, que pode lembrar as patas de um ganso.
Quanto ao epíteto específico,'album', provém do latim e significa «branco».

### Variedades
- Chenopodium album var. album L.
- Chenopodium album subsp. album L.
- Chenopodium album subsp. amaranticolor Coste & Reyn.
- Chenopodium album var. candicans Moq.
- Chenopodium album var. centrorubrum Makino
- Chenopodium album var. microphyllum Boenn.
- Chenopodium album var. missouriense (Aellen) Bassett & Crompton
- Chenopodium album var. stevensii Aellen
- Chenopodium album var. striatum (Krasan) Kartesz, comb. nov. ined.
- Chenopodium album var. gabrielli[15]

### Sinonímia
- Chenopodium bilbilitanum Pau in Vicioso
- Chenopodium candidans Lam.
- Chenopodium lanceolatum Muhl. in Willd.
- Chenopodium leiospermum DC. in Lam. & DC.
- Chenopodium reticulatum Aellen
- Chenopodium viride L.[16]
- Anserina candidans (Lam.) Montandon
- Atriplex alba (L.) Crantz
- Atriplex viridis (L.) Crantz
- Blitum viride (L.) Moench
- Botrys alba (L.) Nieuwl.
- Botrys alba var. pauper Lunell
- Botrys pagana (Rchb.) Lunell
- Chenopodium agreste E.H.L.Krause
- Chenopodium bernburgense (Murr) Druce
- Chenopodium bicolor Bojer ex Moq.
- Chenopodium borbasiforme (Murr) Druce
- Chenopodium borbasii F.Murr	Synonym
- Chenopodium × borbasioides f. hircinifolium (Aellen) Hyl.
- Chenopodium browneanum Schult.
- Chenopodium catenulatum Schleich. ex Steud.
- Chenopodium concatenatum Willd.
- Chenopodium × densifoliatum (Ludw. & Aellen) F.Dvorák
- Chenopodium diversifolium var. montuosum F.Dvorák
- Chenopodium elatum Shuttlew. ex Moq.
- Chenopodium glomerulosum Rchb.
- Chenopodium laciniatum Roxb.
- Chenopodium lobatum (Prodán) F.Dvorák
- Chenopodium missouriense Aellen
- Chenopodium missouriense var. bushianum Aellen
- Chenopodium neglectum Dumort.
- Chenopodium neoalbum F.Dvorák
- Chenopodium opulaceum Neck.
- Chenopodium ovalifolium (Aellen) F.Dvorák
- Chenopodium paganum Rchb.
- Chenopodium paucidentatum (Aellen) F.Dvorák
- Chenopodium pedunculare Bertol.
- Chenopodium probstii Aellen
- Chenopodium pseudoborbasii Murr
- Chenopodium riparium Boenn. ex Moq.
- Chenopodium serotinum Ledeb.
- Chenopodium subaphyllum Phil.
- Chenopodium superalbum F.Dvorák
- Chenopodium superalbum f. kuehnii F.Dvorák
- Chenopodium viridescens (St.-Amans) Dalla Torre & Sarnth.
- Chenopodium vulgare Gueldenst. ex Ledeb.
- Chenopodium vulpinum Buch.-Ham.
- Chenopodium zobelii Murr ex Asch. & Graebn.
- Chenopodium zobelii f. hircinifolium Aellen
- Chenopodium zobelii f. multidentatum Aellen
- Chenopodium zobelli A. Ludw. & Aellen
- Vulvaria albescens Bubani[17]